# ۳۱۴ (پیش از میلاد)
۳۱۴ (پیش از میلاد) ۳۱۴مین سال قبل از تقویم میلادی است.